# Theophil Henry Hildebrandt
Theophil Henry Hildebrandt (Dover, 24 luglio 1888 – Ann Arbor, 9 ottobre 1980) è stato un matematico statunitense attivo nell'ambito dell'analisi funzionale e della teoria dell'integrazione.
Hildebrandt si è diplomato all'età di 14 anni e nel 1905, all'età di 17 anni, ha conseguito la laurea presso l'Università dell'Illinois. Successivamente, presso l'Università di Chicago, ha conseguito il Master's degree nel 1906 e il dottorato nel 1910, con una tesi scritta sotto la direzione di Eliakim Hastings Moore. È diventato instructor presso l'Università del Michigan nel 1909 e successivamente professore ordinario nel 1923, ricoprendo la carica di preside del dipartimento di matematica dal 1934 fino al suo ritiro, avvenuto nel 1957. Tra i suoi dottorandi figurano Ralph Saul Phillips, Charles Earl Rickart e John Vrooman Wehausen.
Nel 1929 Hildebrandt è stato insignito del Premio Chauvenet per il suo articolo del 1926 intitolato The Borel theorem and its generalizations. Ha ricoperto la carica di presidente della Società Matematica Americana per due anni, nel 1945 e nel 1946.
Hildebrandt, quando già era instructor presso l'Università del Michigan, si è iscritto al conservatorio e ha conseguito una laurea in musica con una specializzazione in organo, che era solito suonare nella propria chiesa. Nel 1921 ha sposato Dora E. Ware, da cui ha avuto quattro figli. È morto all'età di 92 anni ad Ann Arbor.

## Pubblicazioni
- (EN) Theophil Henry Hildebrandt, On uniform limitedness of sets of functional operations, in Bulletin of the American Mathematical Society, vol. 29, n. 7, 1923,  pp. 309-315, DOI:10.1090/s0002-9904-1923-03730-0.
- (DE) Theophil Henry Hildebrandt, Über vollstetige linear Transformationen, in Acta Mathematica, vol. 51, n. 1, 1928,  pp. 311-318, DOI:10.1007/bf02545664.